# Gaston Salvayre
 (août 2024).
Pour les articles homonymes, voir Salvayre.
Gaston Salvayre, né à Toulouse le 24 juin 1847 et mort à Ramonville-Saint-Agne le 17 mai 1916, est un compositeur et critique musical français, prix de Rome en 1872. 

## Biographie
Gervais Bernard Salvayre, dit Gaston Salvayre, est né dans une famille qui ne le prédisposait en rien à la musique, si ce n'est l'amour du bel canto en son temple, le Théâtre du Capitole de Toulouse.[réf. incomplète]. 
Enfant, il est chanteur à la maitrise de la cathédrale. À l'âge de quinze ans, il intègre l'école de musique (actuel Conservatoire à rayonnement Régional de Toulouse) pour y apprendre l'harmonie et le contrepoint avec Paul Mériel[Qui ?]. Il remporte le premier prix de piano en1863 et un second prix e violoncelle l'année suivante. Il est alors remarqué par Ambroise Thomas, délégué du Conservatoire national en tournée d'inspection en province. Il l'incite à entrer dans sa classe de composition à Paris. La ville de Toulouse lui accorde une subvention, comme elle le fait alors pour tout élève méritant appelé à gagner le Conservatoire national de Paris.
Il est au conservatoire parisien de 1865 à 1872. Il y reçoit des prix en contrepoint et fugue, ainsi que le premier prix d'orgue en 1868. Encouragé par son maitre Ambroise Thomas, Gaston Salvayre se lance dans la compétition pour le prix de Rome dès 1867. En 1872 il obtient enfin le premier grand prix pour sa cantate Calypso, ce qui lui permet d'être pensionnaire de la villa Médicis. Dès sa première année, il compose un Stabat Mater pour soli et chœurs salué de tous.
De retour à Paris, il mène une vie musicale et artistique importante. En 1877, il compose son premier opéra, Le Bravo. Il compose également des musiques de ballet, de la musique orchestrale, de la musique de chambre, des pièces pour piano seul, de la musique sacrée, des pièces pour orgue ainsi que de nombreuses mélodies.
En mars 1883, il épouse Marcelle Houssart, qui est son élève. Elle mourra en 1905.
Après quarante ans de vie parisienne, il meurt à Ramonville-Saint-Agne, près de Toulouse, le 17 mai 1916.

## Œuvres
Cet inventaire est repris de l'ouvrage de F. Ferran (dejà cité).
Opéras et oeuvres lyriques :
- 1872 : Calypso, cantate, de Gaston Salvayre et Paul Hillemacher.
- 1877 : Le Bravo, opéra en 4 actes, livret d’Émile Blavet, créé le 18 avril 1877 à l'Opéra-National-Lyrique (Paris) avec Cécile Mézeray dans le rôle de Violetta Tiepolo
- 1883 : Richard III
- 1886 : Egmont, drame lyrique en 4 actes, livret de Albert Millaud et Albert Wolff, création à Paris, théâtre de l'Opéra-Comique, 6 décembre 1886
- 1888 : La Dame de Monsoreau.
- 1895 : Sahal-ed-din (non représenté)
- 1899 : Myrto (non représenté)
- 1909 : Solange
- 1912 : La Belle Imperia
- 1914 : Sainte Geneviève

Musique sacrée :
- 1873 : Stabat Mater
- 1874 : Le Jugement Dernier  ou Résurrection
- 1882 : La Vallée de Josaphat (symphonie biblique)
- 1874 : psaume 137 : Super Flumina Babylonis
- 1875 : psaume 113 : In Exitu Israel
- 1883 : psaume 91 : Bonum Est
- 1894 : Repons pour l'Ite missa est - Messe de premier ton

- 1894 :  Veni Sponsa Christi  antienne pour chœur à l'unisson

Pièces pour piano seul :
- 1868 : Allegretto
- 1878 : Air de danse varié
- 1878 : Dans les Bois
- 1886 : Gavotte
- 1886 : la Romanesca
- 1888 : Gitanella (sevillana)
- 1889 : menuet de Mozart
- 1889 : Pantomime , valse - mazurka

Œuvres chorégraphiques :
- 1877 : Le Fandango, ballet-pantomime en 1 acte, sur un livret de Louis-Alexandre Mérante, Henri Meilhac et Ludovic Halévy, Paris, Académie nationale de musique, 26 novembre 1877.
- d'autres œuvres dans ce domaine sont , les amours du diable (1874) , La fontaine des Fées (1899); l'Odalisque (1905),  la Fête Galante (1908).

Mélodies :
Gaston Salvayre a composé de nombreuses mélodies pour des poèmes d'auteurs comme Alfred de Musset, Louis de Ratisbonne, Edmond... Forgemol de Bostquenard... La liste des trente six mélodies ci dessous (titre, poète, année de publication, éditeur) sont disponibles à la BNF.
- Amours fanées            E. Paz  1878    Dupont

- A Ninon                       J. de la Riandery    1874    Dupont

- Apparition                   P. Choudens  1880    Choudens

- A une étoile                A. Musset        1892    Durand
- Auprès de toi               A. Bertegène 1889    Choudens
- Bonheur perdu !          A. de Musset  1868    Martin
- Colombelle                  R. Delorme      1878    Choudens

- Comment l’aimez-vous ?      L. Ratisbonne 1892   Dupont
- Cri de guerre musulman       V. Hugo             1882    Choudens
- Dans un rêve                E. Paz  1892    Dupont
- Jalousie au harem        H. Buffenoir    1878     Dupont
- L’absent                        E. Blau 1878    Choudens
- L’Adieu                          A. de Musset   1868    Martin
- La Plainte du gondolier         R. Delorme     1881    Choudens
- Le grillon et la rose               L. Ratisbonne  1892    Dupont
- Le Livre de la Vie                 A. de Lamartine   1869    Langlois
- Le Secret                              L. de Ronchaud   1883    Choudens
- Les Sentiers d’autrefois        E. Beau     1878    Choudens

- Les trois rêves              L. Ratisbonne    1895    Dupont
- Les Roses                     L. Ronchaud   1887    Choudens
- Marie !                           A. de Musset  1868    Martin
- Messager d’amour        E. Noel             1883    Choudens
- Primavera                      L. Ratisbonne     1892    Dupont
- Quand tu fermes les yeux     L. Ratisbonne  1878    Dupont
- Rêverie de Mignon                L. Ratisbonne  1895    Dupont
- Siesta                              A. de Chatillon    1887    Choudens
- Si tu savais                     E. Forgemol de Bostquenard 1881  Dupont
- Si vous avez juré !          E. Paz             1892    Dupont
- Sommeil !                       E. Guinand      1900    Choudens
- Songe adoré !                J. Loiseau*      1892    Dupont

- Songerie                        A. Chadourne  1870    Paul Dupont
- Souvenir                        A. de Musset   1870    Langlois
- Souvenir des Alpes       A. de Musset   1892    Dupont
- Sur les flots                   P. Stuart           1895    Paul Dupont
- Tristesse                       A. de Musset    1868    Langlois (et en 1907 une version pour basse)
- Viens-tu pas ma belle        P. Collins     1880    Choudens

Et également :
- ???? : Chansons : Aubades Toi, la beauté, toi la jeunesse - J'ai cherché le repos; Chanson mauresque, Les filles d'Afrique - Chansons diverses J'aime dans le rayon (poème aussi utilisé par Tchaikovsky). Viens-tu pas ma belle, c'est l'heure - Réveil d'amour, toutes sur des textes de Paul Collin.
- 1897 : Noël méridional : La Maisonnette, mélodie sur un poème d'Édouard Guinand